# 10326 Kuragano
10326 Kuragano è un asteroide della fascia principale. Scoperto nel 1990, presenta un'orbita caratterizzata da un semiasse maggiore pari a 2,3929781 UA e da un'eccentricità di 0,1795483, inclinata di 2,65286° rispetto all'eclittica.